# ساوا سوزوکی
ساوا سوزوکی (به ژاپنی: 吉川 砂羽, Yoshikawa Sawa)؛ زادهٔ ۲۰ سپتامبر ۱۹۷۲) بازیگر اهل ژاپن است.